# セラドゥーラ

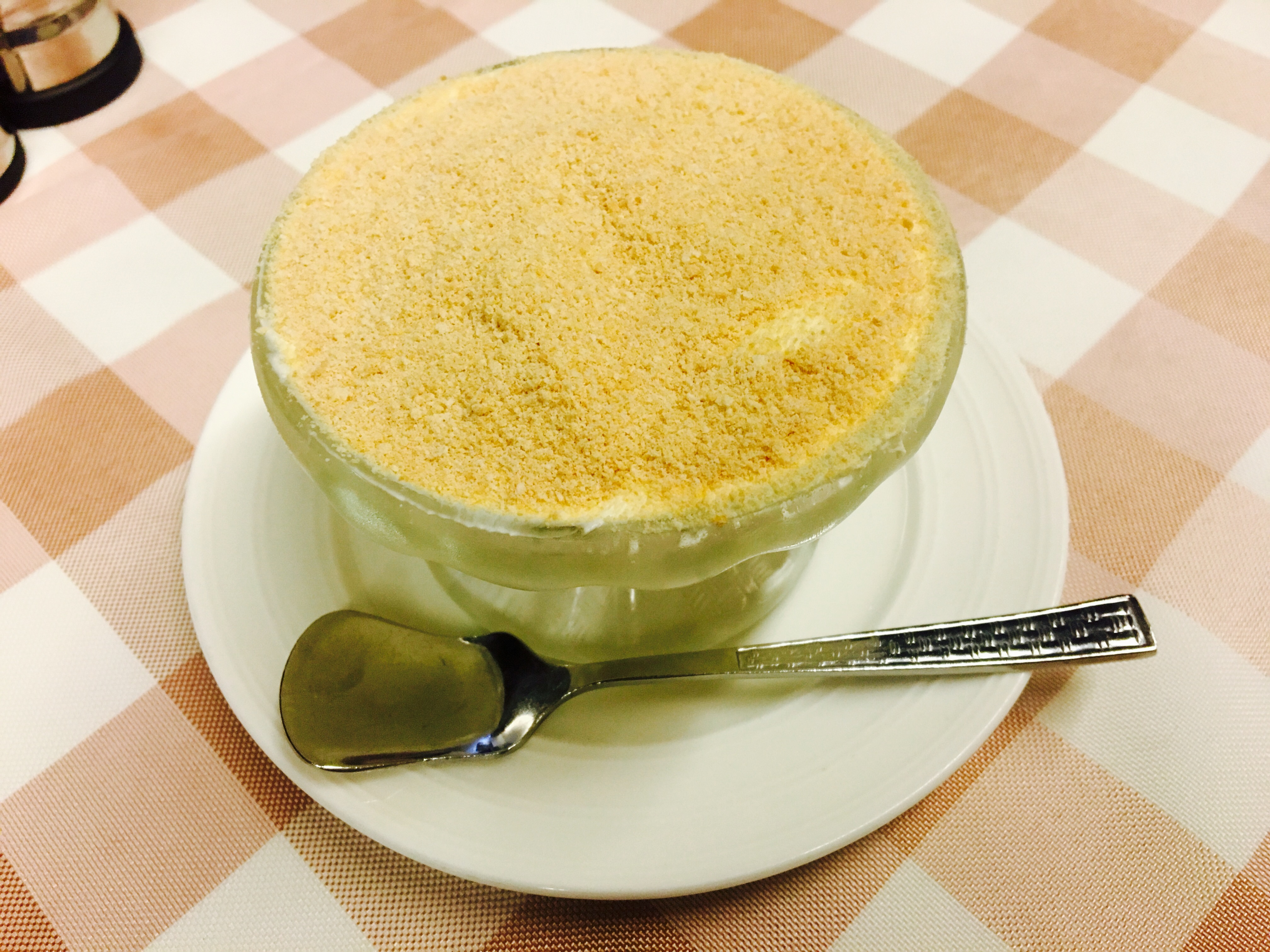
カップで提供されるセラドゥーラの例

セラドゥーラ（ポルトガル語: serradura、中国語: 木糠布甸）はポルトガル発祥のデザート。マカオではエッグタルトに次いで挙げられる定番デザートであり、カフェやレストランでも定番デザートとなっている。
細かく砕いたビスケット、生クリームとコンデンスミルクを泡立てたクリームとを交互に重ねて冷やしたスイーツである。材料はシンプルであるが、ふわっとした生クリームの層の軽い味わいと、細かく砕いたビスケットの食感との調和が特徴となったデザートである。グラスで提供されるほか、カットされて皿で提供されることもある。
「セラドゥーラ」は「おがくず」の意味である。ポルトガルの全土で食されるデザートであるが、生クリームを用いたセラドゥーラは比較的に「モダンな」菓子である。今日では、チョコレートやフルーツソースで味付けしたセラドゥーラや、酒入りのセラドゥーラもある。